# Estructura d'espín
En geometria diferencial, una estructura d'espín sobre una varietat riemanniana orientable (M, g) permet definir paquets d'espinos associats, donant lloc a la noció d'espinor en geometria diferencial.
Les estructures d'espín tenen àmplies aplicacions a la física matemàtica, en particular a la teoria quàntica de camps on són un ingredient essencial en la definició de qualsevol teoria amb fermions sense càrrega. També són d'interès purament matemàtic en geometria diferencial, topologia algebraica i teoria K. Constitueixen la base de la geometria de l'espin.

## Visió general
En geometria i en teoria de camps, els matemàtics es pregunten si una varietat de Riemann orientada donada (M, g) admet spinors. Un mètode per fer front a aquest problema és requerir que M tingui una estructura de gir. Això no sempre és possible ja que hi ha potencialment una obstrucció topològica a l'existència d'estructures de spin. Les estructures d'espins existiran si i només si la segona classe Stiefel–Whitney w2 (M) ∈ H2 (M, Z2) de M desapareix. A més, si w2(M) = 0, aleshores el conjunt de les classes d'isomorfisme d'estructures d'espín sobre M actua lliurement i transitivament per H1 ( M, Z2 ). Com que se suposa que la varietat M està orientada, la primera classe Stiefel–Whitney w1 (M) ∈ H1 (M, Z2) de M també s'esvaeix. (Les classes Stiefel–Whitney wi (M) ∈ Hi (M, Z2) d'una varietat M es defineixen com a les classes Stiefel–Whitney del seu paquet tangent TM).
El paquet d'espinors πS: S → M sobre M és aleshores el conjunt vectorial complex associat amb el corresponent paquet principal πP: P → M de trames de spin sobre M i la representació de spin del seu grup d'estructura Spin(n) a l'espai. d'espinors Δn. El paquet S s'anomena paquet d'espinos per a una estructura de spin donada a M.
Una definició precisa de l'estructura de spin al col·lector només va ser possible després que s'hagués introduït la noció de paquet de fibres; André Haefliger (1956) va trobar l'obstrucció topològica a l'existència d'una estructura de spin en una varietat riemanniana orientable i Max Karoubi (1968) va estendre aquest resultat al cas pseudo-riemannià no orientable.

## Aplicació a la física de partícules
En física de partícules, el teorema de l'espín-estadística implica que la funció d'ona d'un fermió sense càrrega és una secció del paquet vectorial associat a l'elevació de spin d'un paquet SO( N ) E. Per tant, l'elecció de l'estructura de gir forma part de les dades necessàries per definir la funció d'ona, i sovint cal sumar aquestes opcions a la funció de partició. En moltes teories físiques E és el paquet tangent, però per als fermions dels volums mundials de D-branes en teoria de cordes és un paquet normal.
En la teoria quàntica de camps, els espinors carregats són seccions de paquets d'espin c associats i, en particular, no poden existir espinors carregats en un espai que no sigui espín c. Una excepció sorgeix en algunes teories de la supergravetat on les interaccions addicionals impliquen que altres camps poden cancel·lar la tercera classe Stiefel-Whitney. La descripció matemàtica dels espinors en la supergravetat i la teoria de cordes és un problema obert especialment subtil, que es va abordar recentment en referències. Resulta que la noció estàndard d'estructura de spin és massa restrictiva per a les aplicacions a la supergravetat i la teoria de cordes, i que la noció correcta d'estructura espinorial per a la formulació matemàtica d'aquestes teories és una "estructura de Lipschitz".